# デナリウス

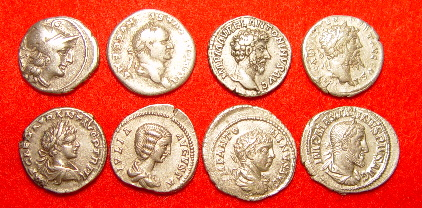
上段左から順に: 共和政ローマ期（紀元前157年ごろ）、ウェスパシアヌス（73年ごろ）、マルクス・アウレリウス（161年ごろ）、セプティミウス・セウェルス（194年ごろ）
下段左から順に: カラカラ（199年ごろ）、ユリア・ドムナ（200年ごろ）、ヘリオガバルス（219年ごろ）、マクシミヌス・トラクス（236年ごろ）

デナリウス（denarius）は、古代ローマの小額の銀貨で、紀元前211年から造幣された。広く流通した硬貨だが徐々にその品質が低下していき、最終的にアントニニアヌス銀貨に置き換えられた。ラテン語 denarius の語義は「十個一組」であり、当初の1デナリウスはその名の通り10アスに相当した。
文語訳聖書、口語訳聖書、新改訳聖書、新世界訳聖書ではデナリ、新共同訳聖書ではデナリオンと表記される。

## 歴史
デナリウスは共和政ローマ時代の紀元前211年ごろ、第二次ポエニ戦争の最中に造幣され始めた。当初の重さは平均で4.5グラム、当時の単位でいうと1⁄72ローマンポンドである。しばらくの間はその重さで造幣されていたが、紀元前2世紀末には3.9グラム（理論上は1⁄84ローマンポンド）まで質が悪化した。ネロ帝のころまでこの重さを維持していたが、ネロ帝により3.4グラム（1⁄96ローマンポンド）に減らされた。3世紀末ごろには3グラム程度にまで質が低下していった。当初、その価値はその名の通り10アスとされていた。紀元前141年ごろ、アスの重さを減らしたことを反映して16アス相当に変更された。デナリウスは3世紀中ごろにアントニニアヌスに取って代わられるまで帝国の主要な硬貨として使われ続けた。デナリウス貨は最終的には青銅貨として造幣されたと見られ、270年から275年にアウレリアヌスが造幣させたものと、ディオクレティアヌスの治世の最初の年に造幣したのが最後と言われている。

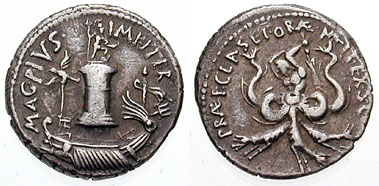
セクストゥス・ポンペイウスのデナリウス貨（紀元前38年から37年）

## 比較と銀含有率
20世紀より以前の時代と現代で通貨の価値を比較することは、生産されていた製品の構成が全く違い、支出配分も全く違うため、非常に困難である。紀元1世紀に1デナリウスで購入できるパンの量で換算すると、2005年の21USドルに相当する。従来の歴史家がよく記していたのは、共和政ローマ後期とローマ帝国初期の単純労働者や兵卒の日給が税抜きで1デナリウスであり、パンを20USドルぶん購入できる程度だったということである。ちなみにアメリカ合衆国での最低賃金は8時間労働で税込み58USドルである。帝国期のデナリウスの銀含有量は約50グレーンまたは1⁄10トロイオンスだった。2010年現在、その量の銀（純度0.999）の価値は1.70USドルである。

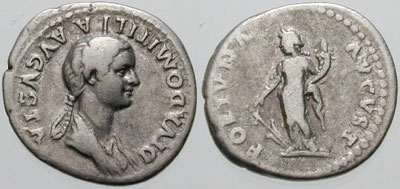
ウェスパシアヌスの妻でティトゥスとドミティアヌスの母であるフラウィア・ドミティアが描かれたデナリウス貨

銀の含有率は政治的および経済的状況によって変化した。ガッリエヌス治世時、アントニニアヌス貨は銅貨に薄く銀を塗ったものだった。
| 年代      | 皇帝                                           | 1枚の質量 | 銀含有率 |
| --------- | ---------------------------------------------- | --------- | -------- |
|           | アウグストゥス                                 | 3.80 g    | 純銀     |
| 64        | ネロ                                           | 3.30 g    | 94.5 %   |
| 70 - 81   | ウェスパシアヌス, ティトゥス                   | 3.22 g    | 90.0 %   |
| 85 - 107  | ドミティアヌス, ネルウァ, トラヤヌス           | 3.27 g    | 93.5 %   |
| 107 - 148 | トラヤヌス, ハドリアヌス, アントニヌス・ピウス | 3.21 g    | 89.0 %   |
| 148 - 161 | アントニヌス・ピウス                           | 3.23 g    | 83.5 %   |
| 161 - 168 | マルクス・アウレリウス                         | 3.23 g    | 79.0 %   |
| 186 - 192 | コンモドゥス                                   | 2.98 g    | 74.0 %   |
| 193 - 194 | セプティミウス・セウェルス                     | 3.14 g    | 78.5 %   |
| 196 - 211 | セプティミウス・セウェルス                     | 3.22 g    | 56.5 %   |
| 212 - 217 | カラカラ                                       | 3.23 g    | 51.5 %   |
| 222 - 228 | アレクサンデル・セウェルス                     | 3.00 g    | 43.0 %   |
| 230 - 235 | アレクサンデル・セウェルス                     | 2.94 g    | 50.5 %   |
| 235 - 238 | マクシミヌス・トラクス                         | 3.07 g    | 46.0 %   |
| 241       | ゴルディアヌス3世                              | 3.03 g    | 48.0 %   |

| 年代      | 皇帝                       | 1枚の質量 | 銀含有率 |
| --------- | -------------------------- | --------- | -------- |
| 238       | 六皇帝の年                 | 4.79 g    | 49.5 %   |
| 238       | ゴルディアヌス3世          | 4.50 g    | 48.5 %   |
| 243       | ゴルディアヌス3世          | 4.16 g    | 41.5 %   |
| 250       | デキウス                   | 3.97 g    | 41.0 %   |
| 260       | ガッリエヌス               | 3.03 g    | 18.0 %   |
| 263 - 235 | ガッリエヌス               | 2.75 g    | 13.0 %   |
| 267 - 268 | ガッリエヌス               | 2.69 g    | 6.0 %    |
| 268       | クラウディウス・ゴティクス | 2.95 g    | 3.0 %    |
| 270       | アウレリアヌス             | 3.15 g    | 2.5 %    |
| 274       | アウレリアヌス             | 3.88 g    | 5.0 %    |

## 影響
定期的に造幣されなくなった後もデナリウスは会計の基本単位として使われ続け、その名の本来の意味を無視した形で新たなローマ硬貨にもデナリウスの名が用いられた。アラブ人はローマ帝国の版図の大きな部分を後に征服し、独自の通貨 ディナール金貨を発行した。その名称であるディナールはデナリウスに由来し、今日もいくつかのアラブ国家で通貨単位として使われている。また、1971年までイギリスのペニーの略記として "d" が使われていたのもデナリウスに由来する。フランスではドゥニエ (denier) という硬貨名として生き残った。かつてのユーゴスラビアや現在のセルビアでもディナールが通貨単位に使われており、これらもラテン語のデナリウスに由来する。マケドニア共和国のマケドニア・デナールもローマのデナリウスに由来する。イタリア語の denaro、スペイン語の dinero、ポルトガル語の dinheiro、スロベニア語の denar、カタルーニャ語の diner はいずれも「お金」を意味するが、全てラテン語のデナリウスから派生した単語である。

## 価値

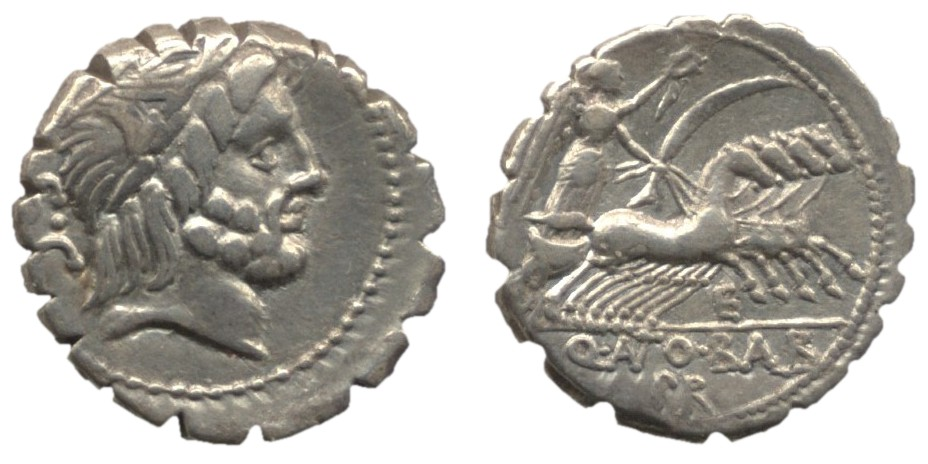
Quintus Antonius Balbus のデナリウス貨（紀元前82年から83年ごろ）

アウレウス金貨は財産として溜め込むための通貨だったと思われ、日常の取引には高価すぎてほとんど使われなかった。貨幣研究家は、アウレウス金貨は新皇帝即位にあたっての軍団へのボーナス支払いに使われたと見ている。1アウレウスは25デナリウスに相当した。
聖書では、1デナリウスを典型的労働者の日給として言及している。ヨハネの黙示録6章6節「かくてわれ四つの活物の間より出づるごとき聲を聞けり。曰く『小麥五合は一デナリ、大麥一升五合は一デナリなり、油と葡萄酒とを害ふな』」には、明確ではないが1デナリウスの価値が示されている。善きサマリア人のたとえでは、サマリア人は救助した人の宿泊費用として宿屋に2デナリウスを渡し、足りなければ帰りに払うとした。
大人1名の年間小麦消費量は60モディウスで、イタリアでの市場価格は約60デナリウスであった。これは当時の平均年間給与の26.7%の金額に相当した。また、大人が1日に消費する食費等は2アス（8分の1デナリウス）であり、年間総額は45から50デナリウスであったという記録もある。
当時のローマ軍団兵の年俸も価値推定の参考になるため、年俸の変遷表を次に示す。なお日本の自衛官の年間給与例は32歳2曹で約640万円（2025年時点）である。
| 年代        | 改定した皇帝               | 年俸額         |
| ----------- | -------------------------- | -------------- |
| BC46 - AD84 |                            | 225 デナリウス |
| 84 -        | ドミティアヌス             | 300 デナリウス |
| 195 -       | セプティミウス・セウェルス | 400 デナリウス |
| 215 -       | カラカラ                   | 600 デナリウス |

ディオクレティアヌス帝（在位：284年 - 305年）が最高価格令を出した頃はインフレが進んでおり、当時の給与水準について『農業労働者の日給は25デナリウス、石切工は50デナリウス』、物価水準については『ワインは0.54リットルが8デナリウス、小麦は1軍用モディウス（17.51L）が100デナリウス、米なら200デナリウス、豚肉は327グラムが12デナリウス、牛肉なら8デナリウス、一級品の革靴が102デナリウス、一級品の兵士用マントが4000デナリウス』であったという。